# Educadora FM (Campinas)

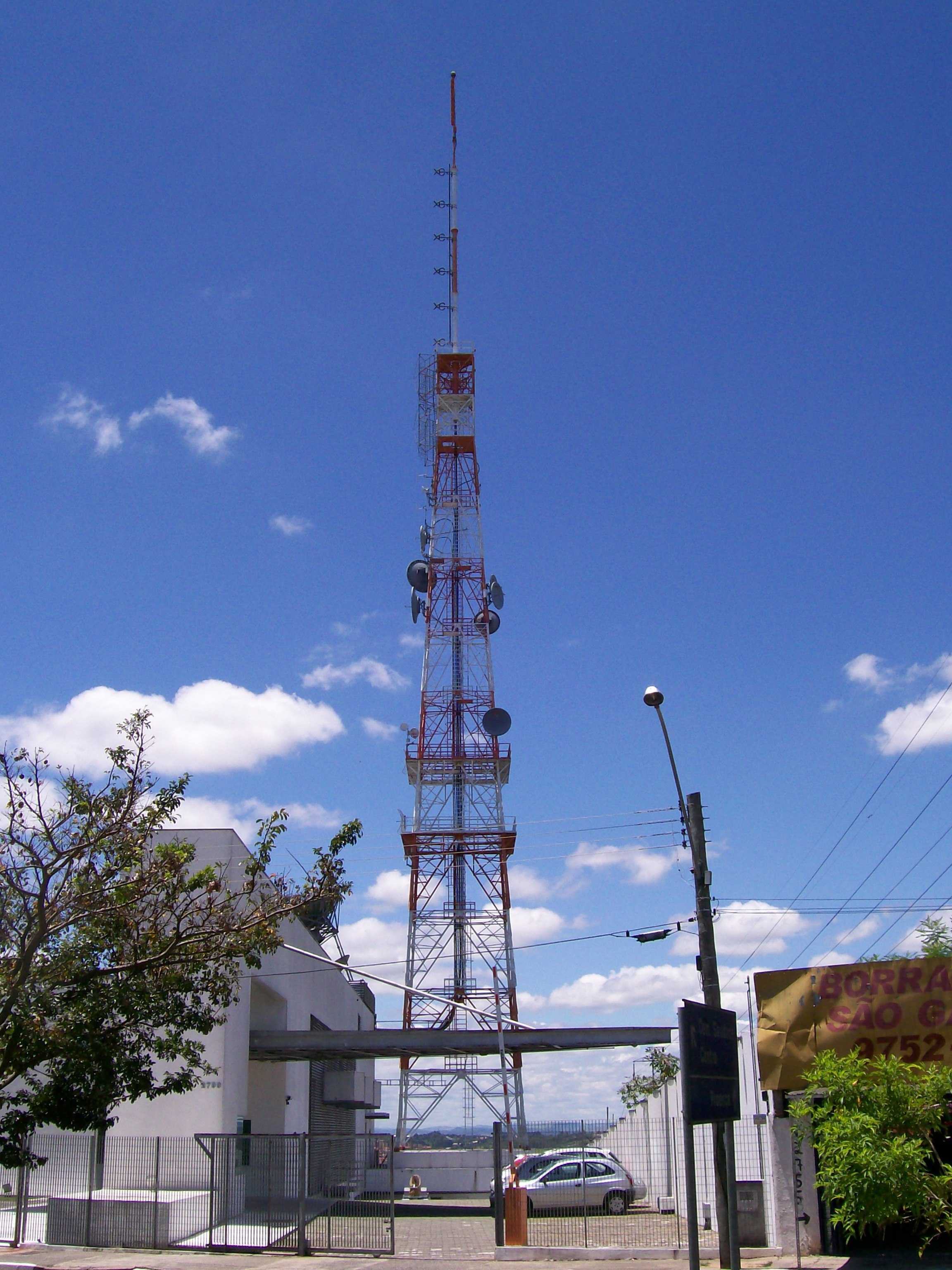
Torre da Educadora FM localizada no Complexo João Jorge Saad, no bairro Jardim São Gabriel, em Campinas.

Educadora FM é uma estação de rádio situada no município de Campinas, estado de São Paulo. Opera nos 91,7 MHz em FM. É dedicada ao segmento pop, rock e dance, artistas nacionais e internacionais. Fundada em 1978, estreou sua programação voltada ao segmento popular, tendo sua reformulação de programação no final dos anos 80. Pertence ao Grupo Bandeirantes de Comunicação.